# KNVB Beker 2017/18 (amateurs)
De KNVB Beker voor amateurs in het seizoen 2017/18 betrof voor het tweede opeenvolgende seizoen alleen de bekerstrijd in de zes KNVB-districten. Als gevolg van een beslissing van de KNVB, in samenspraak met de clubs, is met ingang van het vorige seizoen een einde gekomen aan de eindstrijd tussen de zes districtsbekerwinnaars om de landelijke amateurbeker.
Aan de bekertoernooien konden de standaardteams van de clubs uitkomend in de Hoofdklasse en de lagere klassen (eerste tot en met vijfde klasse) deelnemen, alsmede de kampioenen en periodekampioenen van de reserve hoofdklassen. De clubs die de halve finales in de districtsbeker bereiken, plaatsten zich voor het KNVB Bekertoernooi van het seizoen 2018/19.
Van de zes districtsbekerwinnaars van 2016/17 reikte VV Staphorst (Noord) dit seizoen het verst, zij werden in de halve finale uitgeschakelt door Flevo Boys.
Bekerwinnaars
Van de zes districtsbekerwinnaars won VV Gemert (Zuid-II) de beker eerder in 1999 (Zuid-I) en in 2005, 2008 en 2012 (Zuid-II) en won Flevo Boys (Noord) de beker eerder in 1991 in Oost. De overige vier, DFS (Oost), SDO (West-I), Sportlust '46 (West-II), VV GOES (Zuid-I), wonnen de districtsbeker voor het eerst.

## Districtsbekers
Opzet
In elk district werd er begonnen in een poule van vier clubs. De winnaar en de nummer twee gingen door naar de knock-outfase. Daarna werden in sommige districten tussenrondes gespeeld om het aantal clubs terug te brengen naar een macht van twee, om knock-outrondes te kunnen spelen (bijvoorbeeld 64 of 128). In andere districten werden enkele clubs vrijgeloot en gingen zo automatisch door naar de derde ronde.
| Datum               | Thuisclub    | Uitslag      | Uitclub         |
| Kwartfinale         | Kwartfinale  | Kwartfinale  | Kwartfinale     |
| ------------------- | ------------ | ------------ | --------------- |
| 03 april            | VV Staphorst | 5-0          | Pelikaan-S      |
| 03 april            | SV Urk       | 3-0          | Be Quick Dokkum |
| 04 april            | MVV Alcides  | 2-2 ns (5-4) | Drachtster Boys |
| 04 april            | Flevo Boys   | 4-0          | FVC             |
| Halve finale        |              |              |                 |
| 24 april            | VV Staphorst | 1-3          | Flevo Boys      |
| 01 mei              | MVV Alcides  | 2-2 ns (4-5) | SV Urk          |
| Finale bij SV Urk * |              |              |                 |
| 09 mei              | Flevo Boys   | 4-0          | SV Urk          |

| Datum             | Thuisclub   | Uitslag      | Uitclub         |
| Kwartfinale       | Kwartfinale | Kwartfinale  | Kwartfinale     |
| ----------------- | ----------- | ------------ | --------------- |
| 03 april          | DZC '68     | 3-0          | FC Winterswijk  |
| 04 april          | VV Alverna  | 2-0          | WHC             |
| 04 april          | MASV        | 0-0 ns (4-3) | DETO Twenterand |
| 10 april          | DFS         | 4-1          | VV Berkum       |
| Halve finale      |             |              |                 |
| 24 april          | VV Alverna  | 2-3          | MASV            |
| 24 april          | DZC '68     | 2-3          | DFS             |
| Finale bij MASV * |             |              |                 |
| 09 mei            | DFS         | 5-2          | MASV            |

| Datum                   | Thuisclub            | Uitslag     | Uitclub             |
| Kwartfinale             | Kwartfinale          | Kwartfinale | Kwartfinale         |
| ----------------------- | -------------------- | ----------- | ------------------- |
| 27 maart                | VV Benschop          | 0-1         | JOS Watergraafsmeer |
| 27 maart                | HSV De Zuidvogels    | 0-4         | Ajax (amateurs)     |
| 28 maart                | RKAV Volendam (zat.) | 2-0         | ZVV Zaanlandia      |
| 29 maart                | FC Uitgeest          | 0-1         | SDO                 |
| Halve finale            |                      |             |                     |
| 25 april                | JOS Watergraafsmeer  | 0-2         | Ajax (amateurs)     |
| 25 april                | RKAV Volendam (zat.) | 0-1         | SDO                 |
| Finale bij FC Breukelen |                      |             |                     |
| 10 mei                  | SDO                  | 2-1         | Ajax (amateurs)     |

| Datum                | Thuisclub     | Uitslag      | Uitclub           |
| Kwartfinale          | Kwartfinale   | Kwartfinale  | Kwartfinale       |
| -------------------- | ------------- | ------------ | ----------------- |
| 04 april             | VV Brielle    | 5-1          | VUC               |
| 04 april             | ROAC          | 0-1          | FC 's-Gravenzande |
| 04 april             | Sportlust '46 | 1-0          | SC Feyenoord      |
| 04 april             | HVV Te Werve  | 1-0          | XerxesDZB         |
| Halve finale         |               |              |                   |
| 25 april             | HVV Te Werve  | 1-7          | FC 's-Gravenzande |
| 28 april             | Sportlust '46 | 1-1 ns (5-4) | VV Brielle        |
| Finale bij DHC Delft |               |              |                   |
| 10 mei               | Sportlust '46 | 2-0          | FC 's-Gravenzande |

| Datum                  | Thuisclub     | Uitslag     | Uitclub              |
| Kwartfinale            | Kwartfinale   | Kwartfinale | Kwartfinale          |
| ---------------------- | ------------- | ----------- | -------------------- |
| 03 april               | RKSV Cluzona  | 3-0         | VC Vlissingen (zon.) |
| 03 april               | VV Sliedrecht | 1-7         | VV GOES              |
| 03 april               | WNC           | 0-3         | SV Marvilde          |
| 05 april               | Uno Animo     | 2-0         | Madese Boys          |
| Halve finale           |               |             |                      |
| 19 april               | Uno Animo     | 4-1         | SV Marvilde          |
| 01 mei                 | VV GOES       | 3-1         | RKSV Cluzona         |
| Finale bij VV Internos |               |             |                      |
| 10 mei                 | VV GOES       | 4-2         | Uno Animo            |

| Datum                | Thuisclub        | Uitslag      | Uitclub          |
| Kwartfinale          | Kwartfinale      | Kwartfinale  | Kwartfinale      |
| -------------------- | ---------------- | ------------ | ---------------- |
| 05 april             | RKSV Bekkerveld  | 0-0 ns (4-3) | SC Susteren      |
| 05 april             | VV Gemert        | 4-1          | SV Deurne        |
| 05 april             | RKSV Groene Ster | 4-1          | RKSV Rhode       |
| 05 april             | RKSV Wittenhorst | 1-1 ns (5-3) | RKSV De Ster     |
| Halve finale         |                  |              |                  |
| 26 april             | RKSV Bekkerveld  | 1-3          | RKSV Wittenhorst |
| 26 april             | VV Gemert        | 2-1          | RKSV Groene Ster |
| Finale bij SV Deurne |                  |              |                  |
| 10 mei               | VV Gemert        | 3-2 nv       | RKSV Wittenhorst |

1980/81 · 1981/82 · 1982/83 · 1983/84 · 1984/85 · 1985/86 · 1986/87 · 1987/88 · 1988/89 · 1989/90 · 1990/91 · 1991/92 · 1992/93 · 1993/94 · 1994/95 · 1995/96 · 1996/97 · 1997/98 · 1998/99 · 1999/00 · 2000/01 · 2001/02 · 2002/03 · 2003/04 · 2004/05 · 2005/06 · 2006/07 · 2007/08 · 2008/09 · 2009/10 · 2010/11 · 2011/12 · 2012/13 · 2013/14 · 2014/15 · 2015/16 · 2016/17 · 2017/18 · 2018/19 · 2019/20 · 2020/21 · 2021/22 · 2023/23 · 2023/24 · 2024/25